# Windmachine
Een windmachine is een toestel dat als doel heeft het suizende geluid van de wind te imiteren.

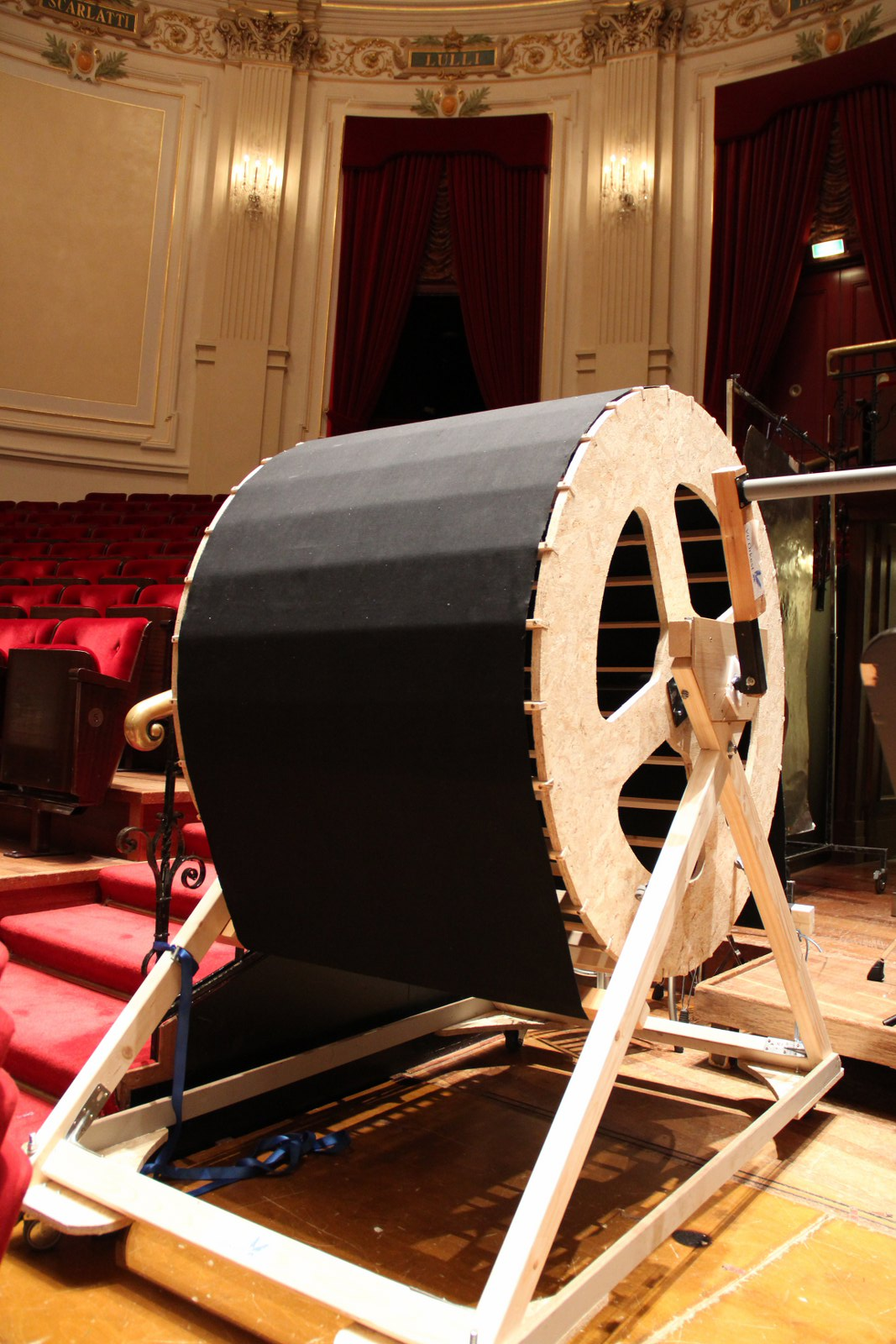
Windmachine van het VU-Orkest in het Koninklijk Concertgebouw.

## Constructie
De windmachine bestaat uit een houten trommel die gemonteerd is in een houder en bij middel van een zwengel kan ronddraaien. Op die houten trommel zijn houten latten gemonteerd waarover een zijden doek strak gespannen wordt.
Bij ronddraaien van de trommel ontstaat er wrijving tussen het latwerk en het doek en dat resulteert in een geluid dat sterk doet denken aan de wind. Snelheid van ronddraaien en spanning op het doek zijn factoren die de geluidsintensiteit beïnvloeden.

## Gebruik
Het toestel werd vroeger vaak gebruikt door bruiteurs die de geluidseffecten in hoorspelen verzorgden. Enkele schaarse componisten schreven het voor in symfonisch werk.  In het symfonieorkest staat de windmachine in de slagwerksectie.
Het instrument komt voor in de balletmuziek "Daphnis et Chloé" van Maurice Ravel, in de symfonische gedichten "Don Quichote" en "Eine Alpensymphonie" van Richard Strauss in "Symphonia Antarctica" van Ralph Vaughan Williams en in "Beach Impressions" van Jos Stoffels.